# Solsidan, Ekerö kommun
Solsidan är en ort på Gällstaö i Ekerö kommun i Stockholms län. Statistiska Centralbyrån avgränsade här år 2000 ett fritidshusområde med 87 fritidshus över 23 hektar. År 2005 upphörde fritidshusområdet då området fick status som tätort, och 2015 hade tätorten vuxit samman med Parksidan.

## Befolkningsutveckling
| Befolkningsutvecklingen i Solsidan 1990–2010                        | Befolkningsutvecklingen i Solsidan 1990–2010 | Befolkningsutvecklingen i Solsidan 1990–2010 | Befolkningsutvecklingen i Solsidan 1990–2010 | Befolkningsutvecklingen i Solsidan 1990–2010 |
| ------------------------------------------------------------------- | -------------------------------------------- | -------------------------------------------- | -------------------------------------------- | -------------------------------------------- |
|                                                                     |                                              |                                              |                                              |                                              |
| År                                                                  |                                              |                                              | Folkmängd                                    | Areal (ha)                                   |
| 1990                                                                | 1990                                         |                                              | 87                                           | 26#                                          |
| 1995                                                                | 1995                                         |                                              | 128                                          | 23#                                          |
| 2000                                                                | 2000                                         |                                              | 117                                          | 23#                                          |
| 2005                                                                | 2005                                         |                                              | 209                                          | 23                                           |
| 2010                                                                | 2010                                         |                                              | 349                                          | 23                                           |
| Anm.: Ny tätort 2005. Sammanvuxen med Parksidan 2015. # Som småort. |                                              |                                              |                                              |                                              |